# 四季之春
《四季之春》（：／）是韓國SBS自2025年5月6日至7月2日間播映的水曜劇，由金成容導演、金敏哲編劇，河有俊、朴持厚、李承協主演。劇集講述K-pop頂流樂團大明星四季，一夕之間被除隊後，生平第一次踏入校園，展開如實境秀般手忙腳亂的大學生活，並命運般地與金春相遇並墜入愛河，還加入神秘的樂團社，重拾音樂的故事。
海外由Netflix同日上線，台灣同時由Netflix與friDay影音、Hami Video、愛奇藝於同日共同跟播。

## 製作
2024年11月4日，JoyNews24（조이뉴스24）報導男團N.Flying的隊長李承協確定出演由金成容執導、金敏哲編劇的《四季之春》，並已展開拍攝。劇集描述K-pop頂流樂團大明星四季，不得不進入大學就讀，展開水深火熱的大學生活，並在組成四人混聲樂團後，透過摯愛的音樂，逐漸成長的故事。19日，宣布金成容離開MBC，與FNC娛樂簽約，而本劇也敲定由SBS播映、FNC娛樂製作。
12月6日，《韓國日報》報導朴持厚將擔綱本劇女主角。12日，JoyNews24報導趙漢哲確定出演本劇，這將是他和李承協繼《媽媽朋友的兒子》後再度合作。13日，和李承協共同演出過《背著善宰跑》的徐慧原，也確定加入演出陣容。17日，SBS宣布本劇預計於2025播映。21日，河有俊、朴持厚、李承協、金宣民（김선민）等人出席2024 SBS演技大賞，並登台演出。23日，正式宣布預計於2025年出道的男團AxMxP的成員河有俊，將擔綱本劇男主角，並由Studio S、FNC Story、Monster Union共同製作。
2025年1月13日，NS ENM宣布旗下藝人車清華確定出演本劇。1月17日，宣布韓振熙加入演出陣容。1月21日，JoyNews24報導N.Flying成員徐東成確定出演，這將是他首次演出地上波的電視劇。2月11日，Man of Creation（맨오브크리에이션）和模特兒出身的金宣民簽署經紀約，並正式宣布金宣民參演了本劇。
4月11日，SBS宣布本劇定檔於水曜日（星期三），週播一集，並排定於5月6日（星期二）特別首播，同時釋出首張海報。不過，本劇屬於一次性的特別編成，SBS並未因此恢復製作水曜劇。13日，本劇於大邱市完成拍攝；16日，釋出首支預告；17日，釋出讀本會議影像，參與演員還包括金鐘泰、金柄基、韓裕恩（한유은）等。
4月21日，宣布FNC娛樂旗下藝人丁海寅、路雲為支持後輩，特別演出本劇。22日，宣布FNC娛樂旗下藝人金諝河（김서하）也參演了本劇。24日，宣布男團FTIsland的李洪基、女團ILLIT的沅禧都將特別演出。28日下午，於首爾陽川區的SBS木洞（SBS放送中心）舉行製作發表會，由主播蘇瑟芝（소슬지）主持，金成容導演與河有俊、朴持厚、李承協、徐慧原、金宣民悉數出席。30日，公布孫民秀與林拉拉夫婦、金勇明、文世潤、強納森·伊翁比、派翠莎·伊翁比、劉在弼等綜藝咖，將於首兩集中特別演出。
5月2日，Wells Entertainment（웰스엔터테인먼트）宣布旗下藝人周允燦（주윤찬）也參演了本劇。5月4日，宣布河有俊、朴持厚、李承協、金宣民將以劇中樂團「雙四季」登上當晚播映的《人氣歌謠》，演奏收錄於OST的主題曲《See You Later》。
7月3日，本劇終映後，劇組證實執筆本劇的金敏哲，實為知名編劇金順玉。由於本劇是一部青春校園劇，但金順玉過往以撰寫狗血劇為名，為了不讓觀眾先入為主，金順玉隱藏了本名，改採用筆名金敏哲見世。

## 演員與角色

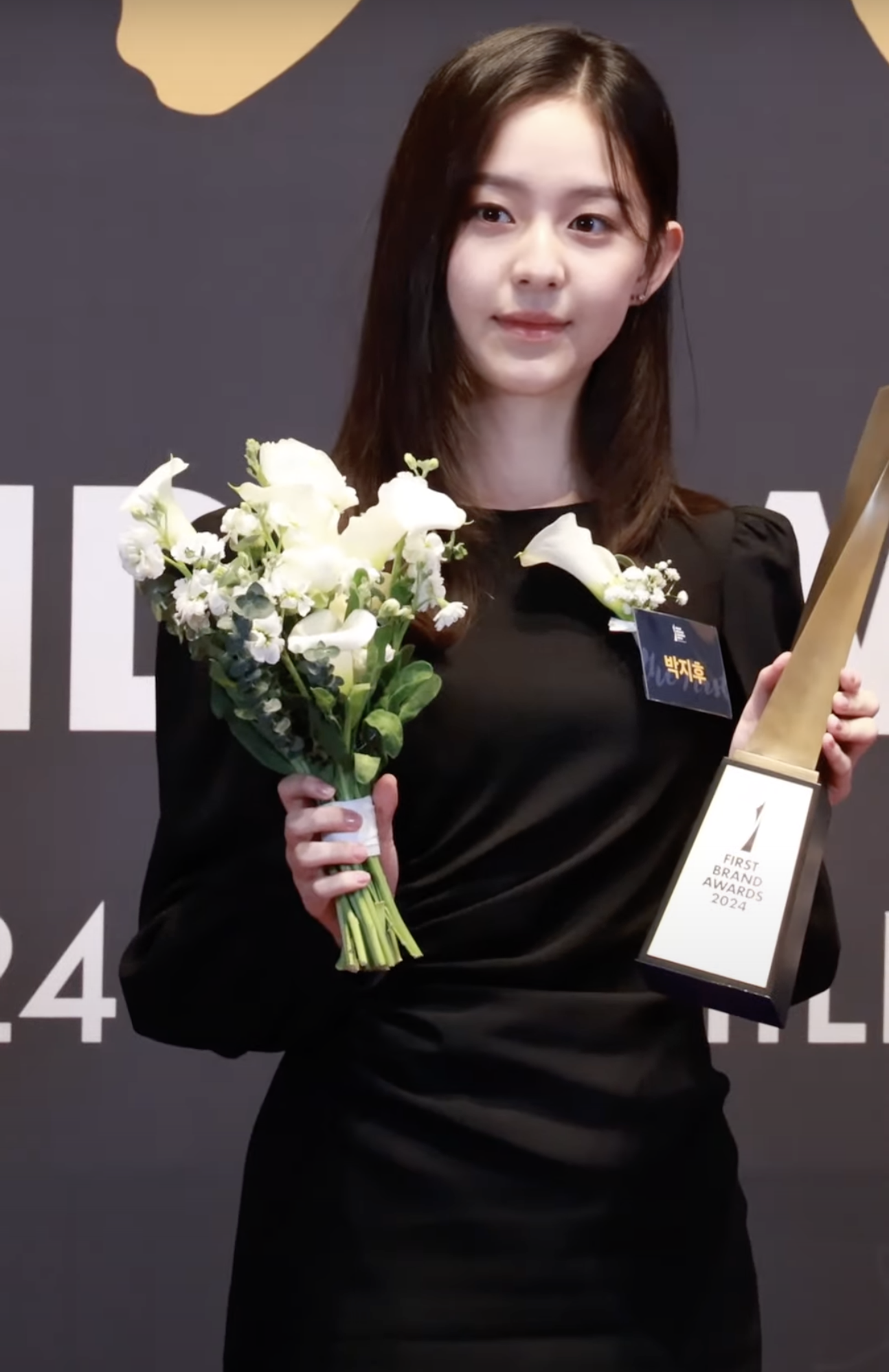
朴持厚飾演金春

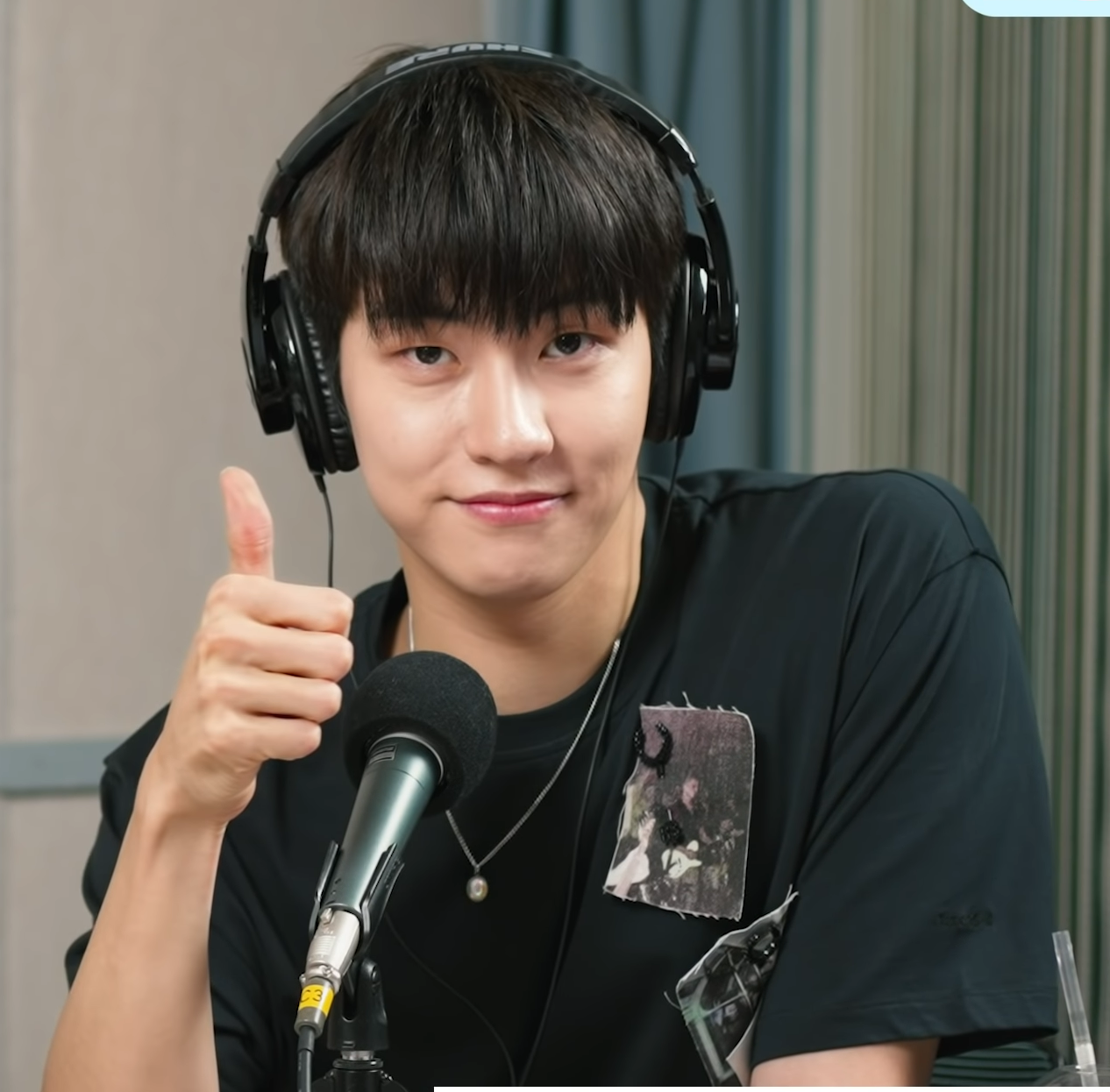
李承協飾演徐太陽

- 河有俊飾演四季[1][35]

20歲，宇宙大明星，前「The Crown」隊長。受到神的祝福，成為宇宙幸運兒的「幸運四季」。出道5年以來，沒有一次沒拿到音樂榜第一名的不敗神話的主角。然而，某天卻因一次的暴力事件而墜落。由於從小在充滿愛的環境下成長，正向積極的思考迴路是他的武器，相信挫折只是暫時，努力克服就行。他來到韓州大學展開反省之路，卻遇見命中註定的對象。在被強制退出「The Crown」後，令他沒有為此流淚，還讓他一直想念、無法從腦海裡驅逐的女人，是金春。
- 朴持厚飾演金春[8]

20歲，曾經夢想進入常春藤聯盟的作曲天才。如今，是個夢想設立自品牌的實用音樂系在學生。原本過著富足的生活，直到6年前母親逝世時，那席捲韓國的颱風，也使春的生活從此天翻地覆。不過，面對殘酷的現實，她沒有時間悲傷，並以成功為目標，開始打工、認真唸書。儘管遭遇艱困考驗，但她從未放棄音樂。此時，意外的好運降臨，那就是四季，一個隨時隨地都能尋得她，且不斷出現在她腦海、使她擔憂的男人。
- 李承協飾演徐太陽[註 4][6][36]

23歲，韓州大學醫大生。一年級時，即憑實力成為樂團社社長的活著的傳說。雖然經常被稱作「韓州大四季」，但從未獲得他的認證，因為是誰先來後到還尚未定論。他是個如清水般清爽又魅力十足的男子，儘管待人冷漠，但實際上是個絕對的傲嬌。儘管擁有完美的外貌，但也有著不可告人的隱情。他想克服創傷，也想贏得音樂與愛情，但熱情總是導向種種錯誤的選擇。一直以來，以朋友的名義，守在春身邊，直到四季的出現，讓他無法再默不作聲。
- 趙漢哲飾演趙商憲[9]

50歲，JO&JO.ENT代表。音樂界的邁達斯之手，擁有清晰的頭腦、轉得快又靈敏的腦筋，是選擇與專注的綜合體。外表看似仁慈，但因重視人與人之間的羈絆，而試圖控制一切，只要偏離他的軌道，就會毫不留情。他看出四季天生的本領和吸引人的能力，讓最後一個加入團體的四季成為「The Crown」的中心，四季因此一夜爆紅，而「The Crown」的成功，也讓公司躋身頂流。然而，當他親自驅逐四季，最受傷的就是他本人，但他堅信自己在6年前颱風那天清晨的選擇，並沒有錯。
- 金鐘泰飾演徐民喆[24]

60歲，太陽的父親。含著鑽石湯匙出生，從未當過失敗者。進入韓州肝膽胰臟外科後，靠著雙手乘勝長驅，如今成為最年輕的韓州醫院院長。名譽、金錢隨之而來，兒子也考上醫學院，讓他成為人人稱羨的對象。雖然他背負著「最受尊敬的醫護人員」、「名醫」等標籤，但他的手術房只為社會精英層敞開。他大膽投資朋友商憲，成為JO&JO.ENT的推手，卻也因此暗自瞧不起商憲。妻子因憂鬱症逝世後，為了兒子而拒絕再婚、獨自生活。他對兒子非常執著，卻在6年前差點失去兒子。
- 車清華飾演金慈英[16]

46歲，春的姑姑。為了拿回春母親生前向她借的一億韓圓，而和女兒圭理一同住在春的家。人說臉皮夠厚，就能活得很好。當巨星四季、將來的醫生太陽，都成為春家的租客，每個月進帳豐厚的租金，令她燃起房價上漲的希望，彷彿迎來她的春天。然而，白吃白住的振九，變成了她的眼中釘。常常以有工作，來化解春對錢的擔憂，是個比誰都還為春著想的人。她所做的一切，並非出於惡意，為了拯救如母親喪禮上的餘燼般奄奄一息的春，她展開了姑姑的作戰計劃。為了姪女，她甘願扮演壞人。
- 徐慧原飾演裴圭理[10]

20歲，金春的表姊、四季的鐵粉，就讀於韓州大學戲劇電影系。是個冷暖瞬間切換、喜怒無常的人。她是世上最喜歡打扮的女孩，夢想成為社交王而追隨著潮流。有錢的就是姊姊，長得帥的就是哥哥，而四季是她永遠的哥哥。為了四季，儘管不會樂器，仍執意加入「雙四季」樂團。因活在自己的世界，而陷入太陽喜歡自己的錯覺之中。
- 金宣民（김선민）飾演孔振九[19]

23歲，就讀韓州大學電腦工程系，「雙四季」樂團的鼓手。社團室的珍島犬，也可以說是地縛靈的天才鼓手，他待在社團室的時間，比待在住處的時間還多。外表看似強悍的陶斯，性格卻很純真，但日常又很厚臉皮，總是把別人家當成自己家一般隨性，卻有著無法讓人討厭的狡猾魅力。雖然是韓州大樂團社最厲害的鼓手，但被四季的演奏實力打動，而加入「雙四季」樂團。
- 韓宥恩飾演趙智娜[18][37]

27歲，趙代表的女兒，JO&JO.ENT總管製作人兼繼任者。是個孤傲的冰山公主，只有面對四季才會變得溫暖。她和團隊同甘共苦，從時尚、概念到音樂選擇一手包辦，是讓「The Crown」成為世界級團體的無名功臣。她的製作能力堪稱天才，簡直奉獻了她的人生，因此四季退團，令她最受衝擊。比起身為女兒的她，父親更加信任四季，因此她拜託父親動用權力阻止一切、寬恕四季，但父親的頑固，讓勢態已成定局、不可挽回。然而，她卻發現了父親拋棄四季的醜陋真相。
- 韓振熙飾演尹勝秀[17]

30歲，JO&JO.ENT室長，天生的舞者。公司草創初期，受到趙代表的青睞，以卓越的舞蹈實力，教導練習生。從小和四季住在同一區，儘管相差10歲，仍成為如難兄難弟般的摯友，他是個同時擁有著「熱情、信賴、義理」三項特質的人。幼時，不小心導致四季失明，但四季為了不讓勝秀有罪惡感，而隱瞞事實，四季的母親也沒有咎責勝秀。之後，他從四季的成功中，受益良多，因此做好奉獻一切的準備。儘管他是為義理而生、為義理而死的人，但也面臨了動搖的瞬間。
- 徐東成飾演李諾[18]

「The Crown」成員。
- 金信飾演Thunder

「The Crown」成員。
- 約書亞（조슈아）
- 車裕鎮（차유진）
- 金柄基飾演朴世燦[24]

韓州大學總長。
- 周允燦（주윤찬）飾演載俊[31]

韓州大樂團社社員，在遇見四季後，學校生活帶來負面影響。
- 金諝河（김서하）飾演康碩希[26]

JO&JO.ENT趙代表忠直的秘書室長，與趙代表親同手足。當趙代表因某種原因和四季對立，他也站在四季的對立面。

### 特別出演
- 金勇明[30]

N年次苦學生。
- 孫民秀[30]

炙熱的校園情侶。
- 林拉拉[30]

炙熱的校園情侶。
- 文世潤[30]

春打工的便利商店的社長。
- 強納森·伊翁比[30]

古怪的學生。
- 派翠莎·伊翁比[30]

古怪的學生。
- 劉在弼[30]

古怪的學生。
- 鄭燦敏
- 金志映飾演慕汝珍

四季的母親。
- 朴光宰
- 成赫
- Shorry
- 李洪基[27]
- 權赫秀
- 金敏璟
- 路雲[25][38]飾演陸雲

《陸雲的藍色時光》主持人，於第9集出現。
- 徐康俊（聲演）
- 丁海寅[22][38]飾演安世勛

前韓州大學醫院醫生，於第10集出現。
- 沅禧[27][39]飾演機場少女

在機場時，攔下徐太陽並給他一份禮物。

## 分集列表
| 集數 | 標題                                                                     | 首播日期      | 片長   | 南韓收視人數 （百萬） |
| ---- | ------------------------------------------------------------------------ | ------------- | ------ | --------------------- |
| 1    | 為了遇見春，所以來到這 봄을 만나기 위해 이곳에 왔다                      | 2025年5月6日  | 65分鐘 | 待定                  |
| 2    | 為了雙四季！ 투 사계를 위하여!                                           | 2025年5月7日  | 64分鐘 | 待定                  |
| 3    | 我們現在是朋友，今天開始第1天 우리 이제 절친이야, 오늘부터 1일           | 2025年5月14日 | 64分鐘 | 待定                  |
| 4    | 堅持到最後的人勝利 끝까지 버티는 사람이 승리한다                         | 2025年5月21日 | 64分鐘 | 待定                  |
| 5    | 害怕用這雙眼睛看你 이 눈으로 널 보는 게 두려워                           | 2025年5月28日 | 64分鐘 | 待定                  |
| 6    | 我們一起證明吧，真的就是不一樣 우리 같이 증명해, 찐은 확실히 다르다는 거 | 2025年6月4日  | 64分鐘 | 待定                  |
| 7    | 所以說試看看吧，我們還年輕 그래서 해보려고, 우린 젊잖아                  | 2025年6月11日 | 62分鐘 | 待定                  |
| 8    | 不管說什麼，Roopretelcham 뭐든 말하는 대로, 루프리텔캄                   | 2025年6月18日 | 64分鐘 | 待定                  |
| 9    | 不想感到抱歉的話，就什麼都別做 미안해지기 싫으면 아무 짓도 하지 마       | 2025年6月25日 | 62分鐘 | 待定                  |
| 10   | 再次春天，一定會來。 또 다시 봄은, 어김없이 왔다                         | 2025年7月2日  | 69分鐘 | 待定                  |

## 收視率
《四季之春》於2025年5月6日在韓國地上波SBS開播，首集僅取得1.4%的收視率，但與同日播映的戲劇相比，高於有線電視的tvN月火劇《離婚保險》。第2、3集創下自身最低收視0.7%，低於同時段播映的《Radio Star》（MBC）、《KBS新聞線W》（KBS 1TV），僅高於《我愛運動》（KBS 2TV）。最終回第10集僅取得1%的收視率。
本劇收視另與同日播映的KBS 2TV水木劇《24小時健身俱樂部》產生拉鋸，其中共有3集收視低於該劇、2集收視則超越該劇，但低於接檔該劇的《我奪走了公爵的初夜》。
| 集數 | 標題                           | 播出日期      | 尼爾森全國收視率 | 尼爾森全國收視率 | 尼爾森首都圈收視率 | 尼爾森首都圈收視率 |
| 集數 | 標題                           | 播出日期      | 家庭戶比例       | 人數（百萬）     | 家庭戶比例         | 人數（百萬）       |
| ---- | ------------------------------ | ------------- | ---------------- | ---------------- | ------------------ | ------------------ |
| 1    | 為了遇見春，所以來到這         | 2025年5月6日  | 1.4%             | —                | —                  | —                  |
| 2    | 為了雙四季！                   | 2025年5月7日  | 0.7%             | —                | —                  | —                  |
| 3    | 我們現在是朋友，今天開始第1天  | 2025年5月14日 | 0.7%             | —                | —                  | —                  |
| 4    | 堅持到最後的人勝利             | 2025年5月21日 | 0.8%             | —                | 1.1%               | —                  |
| 5    | 害怕用這雙眼睛看你             | 2025年5月28日 | 1.1%             | —                | 1.1%               | —                  |
| 6    | 我們一起證明吧，真的就是不一樣 | 2025年6月4日  | 0.8%             | —                | —                  | —                  |
| 7    | 所以說試看看吧，我們還年輕     | 2025年6月11日 | 0.8%             | —                | —                  | —                  |
| 8    | 不管說什麼，Roopretelcham      | 2025年6月18日 | 0.9%             | —                | —                  | —                  |
| 9    | 不想感到抱歉的話，就什麼都別做 | 2025年6月25日 | 0.9%             | —                | —                  | —                  |
| 10   | 再次春天，一定會來。           | 2025年7月2日  | 1.0%             | —                | —                  | —                  |

## 備註
1. Netflix前期譯作《青春之春》，第8集起改以原名《四季之春》上線。
2. ↑  friDay譯作「雙四季」，Netflix譯作「雙面四季」。
3. ↑  friDay譯作「The Crown」，Netflix譯作「皇冠」。
4. ↑  friDay影音譯作「徐太陽」，Netflix、Hami Video則譯作「徐泰陽」。

## 外部連結
- 官方网站 
- Daum上《四季之春》的資料